# Двойные неприятности
«Двойные неприятности» (англ. Double Trouble) — американский художественный фильм в жанре боевика, поставленный режиссёром Джоном Парагоном. Фильм вышел в ограниченный прокат 14 февраля 1992 года.

## Сюжет
У Дэвида, работающего в полиции, есть брат-близнец Питер, от родства с которым он старательно открещивается, но мешает их феноменальное внешнее сходство. Питер — тоже культурист и красавец, но, при этом, он настоящий позор для своей семьи, так как зарабатывает на жизнь взламывая сейфы, уже сидел в тюрьме и сейчас проходит главным подозреваемым в деле о краже бриллиантов. ФБР предлагает сделку: они помогут Питеру избежать нового срока в обмен на улики против высокопоставленного бизнесмена Филлипа Чемберлена, отмывающего деньги мафии.

## В ролях
| Актёр           | Роль             |
| --------------- | ---------------- |
| Дэвид Пол       | Дэвид Джейд      |
| Питер Пол       | Питер Джейд      |
| Родди Макдауэлл | Филлип Чемберлен |
| Дэвид Кэррадайн | Мистер С         |